# Asp (foguete)

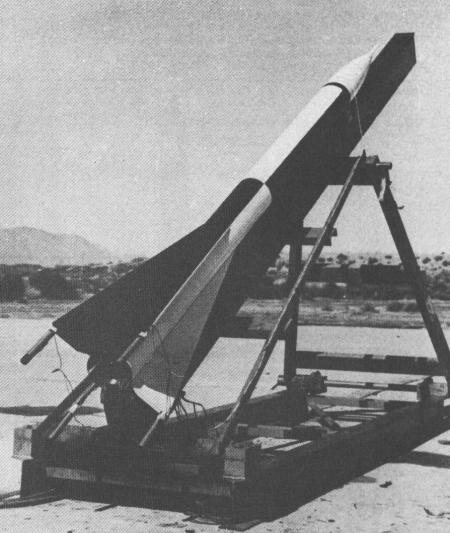
Um foguete ASP prestes a ser lançado.

Asp ou ASP, do inglês Atmospheric Sounding Projectile, é um foguete de sondagem, movido a combustível 
sólido, de origem Norte Americana. Desenvolvido entre 1954 e 1955, ele foi usado cerca de 40 vezes em 1956, para estudar as nuvens 
formadas por explosões de bombas nucleares.
O foguete Asp foi projetado e desenvolvido pela Cooper Development Corporation (CDC), da Califórnia. O motor, movido a combustível sólido, era fabricado pela  
Grand Central Rocket Company (GCRC). Ele foi usado em vários tipos de experimentos, incluindo estudos sobre velocidades hipersonicas. 
Por um período, ele chegou a ser considerado um míssil. Depois de 1962, o Asp foi usado como estágio superior em outros foguetes de sondagem, como por exemplo o 
Nike Asp.

## Características
O foguete Asp, tinha as seguintes características gerais.
- Altura: 3,89 m
- Diâmetro: 16,5 cm
- Massa total: 111 kg
- Carga útil: 11 kg
- Empuxo inicial: 26 kN
- Apogeu: 30 km
- Estreia: 27 de dezembro de 1955
- Último: 14 de junho de 1962
- Lançamentos: 37+